# Glenochrysa irregularis
Glenochrysa irregularis är en insektsart som först beskrevs av Banks 1910.  Glenochrysa irregularis ingår i släktet Glenochrysa och familjen guldögonsländor. Inga underarter finns listade i Catalogue of Life.